# Южен Курдуфан
Южен Курдуфан (на арабски: جنوب كردفان; на английски: South Kordofan) е една от 15-те провинции на Судан. Разположена е в южната част на страната, в региона Курдуфан. Заема площ от 158 355 км² и има население от 1 111 859 души (по данни от 2006 година). В административно отношение провинцията се дели на 8 окръга. Главен град на провинцията е Кадукли.

## История
През 2005 година в съответствие с Найвашкото съглашение в състава на провинцията влизат следните южни окръзи на заличената провинция Западен Курдуфан – Лагава (на английски: Lagawa), Ас Салам (As Salam) и Абией (Abyei).